# Peter Waage
Peter Waage (Flekkefjord, 29 de junho de 1833 — Oslo, 13 de janeiro de 1900) foi um químico norueguês e professor da Universidade de Oslo.
Com Cato Maximilian Guldberg, descobriu e desenvolveu a lei de ação das massas, entre 1864 e 1879.

## Biografia
Ele cresceu na ilha de Hidra em Vest-Agder, Noruega. Ele era filho de Peder Pedersen Waage (1796-1872) e Regine Lovise Wathne (1802-72). Ele frequentou a Escola da Catedral de Bergen e estudou química e mineralogia na Universidade de Kristiania (hoje Universidade de Oslo) com Adolph Strecker. Ele posteriormente viajou para a França e Alemanha, onde estudou por dois anos, incluindo o tempo que passou comRobert Bunsen em Heidelberg.
Em 1861, Waage foi nomeado professor associado e em 1866 foi nomeado professor de química na Universidade de Kristiania. Ele permaneceu como professor da Universidade por mais de 30 anos. Ele também foi presidente da Sociedade Politécnica da Noruega de 1868 a 1869, e o primeiro presidente do ramo norueguês do YMCA quando este foi estabelecido em 1880.

## Vida pessoal
Ele foi casado duas vezes. Em 1862, ele se casou com Johanne Christiane Tandberg Riddervold (1838-1869), filha de Hans Riddervold (1795-1876) e Anne Marie Bull (1804-70). Após a morte da primeira esposa, casou-se em 1870 com Mathilde Sofie Guldberg (1845-1907), irmã de Cato Guldberg.

## Publicações
- Waage, P.; C. M. Guldberg (1864). «Studies Concerning Affinity». Forhandlinger: Videnskabs - Selskabet I Christinia. 35 páginas
- Abrash, Henry I.; Gulberg, C. M. (1986). «Studies Concerning Affinity». Journal of Chemical Education. 63 (12): 1044–1047. Bibcode:1986JChEd..63.1044W. doi:10.1021/ed063p1044 - Tradução para o inglês do artigo de Waage e Guldberg de 1864 (acima)